# ۱۵ (قمری)
۱۵ (قمری)، پانزدهمین سال در گاهشماری هجری قمری است. اول محرم این سال برابر با هفدهم فوریه سال ۶۳۶ میلادی است.

## رویدادها
- ۱۳ تا ۱۶ شوال - نبرد قادسیه میان ارتش ساسانی و اعراب مسلمان که با پیروزی اعراب به پایان رسید.
- نبرد یرموک
- فتح حمص
- کشته شدن عکرمه بن ابی‌جهل در جنگ یرموک

## زادگان
- محمد حنفیه

- عبدالله اصغر بن عثمان

## درگذشتگان
- سعد بن عباده از اشراف و بزرگان مدینه رئیس قبیله خرزج ، صحابی و مشاور پیامبر